# 爱情公寓 (电视剧)
《爱情公寓》（英語：iPartment）是中国大陆都市情景喜剧系列，由上海電影、上海电影制片厂摄制。首季于2009年8月5日首播，截至2020年完結，该剧共播出五季。此剧是台湾社交网站爱情公寓与上影合作，将这些年累积的网络故事和笑话改编为剧本，并共同制作的电视剧。

## 投资方及制作方
爱情公寓母公司是社交网站，由四个台湾人主創，其主要投资方是日本的基金JAIC和CyberAgent。
《爱情公寓》由爱情公寓公司为推广同名社交网站而投资，由上海高格文化传播有限公司制作，上影集团、高格文化、辛加迪影视联合出品的电视剧系列。

## 各季介绍
| 季數 | 集数 | 集数 | 首播日期      | 首播日期      |
| 季數 | 集数 | 集数 | 首映          | 季终          |
| ---- | ---- | ---- | ------------- | ------------- |
| 1    | 20   | 20   | 2009年8月5日  | 2009年8月14日 |
| 2    | 20   | 20   | 2011年1月24日 | 2011年2月2日  |
| 3    | 24   | 24   | 2012年7月31日 | 2012年8月12日 |
| 4    | 24   | 24   | 2014年1月17日 | 2014年1月28日 |
| 5    | 36   | 36   | 2020年1月12日 | 2020年2月18日 |

### 第一季
留学归国的陆展博（金世佳饰）在巴士上巧遇从美国出逃的林氏银行千金林宛瑜（赵霁饰），两人一起前往陆展博的姐姐胡一菲（娄艺潇饰）及电台节目主持人曾小贤（陈赫饰）主持婚礼的地方“爱情公寓”。另一边，陈美嘉（李金铭饰）在婚礼上巧遇多年前的前男友吕子乔（孙艺洲饰）。六人在机缘巧合之下住进了爱情公寓。不久后，从日本横滨过来的漫画家关谷神奇（王传君饰）也住了进来，一幕幕爆笑的剧情开始上演。

### 外傳
由英特尔投资拍摄的《爱情公寓外傳》，也称“《爱情公寓》第1.5季”，此为仅在互联网播放的网络电视剧。该网路剧一共8集，分五周播出，共80分钟，2010年6月7日在优酷网、奇艺网、酷6网和新浪网首映。但是此季含有大量英特尔的广告，剧情上亦与前后作不连贯。

### 第二季
展博和宛瑜成了一对去了国外，美嘉离开了公寓。一菲和小贤的感情依然在迷糊，关谷和子乔继续留在公寓。他们在酒吧的廁所门口遇见了即将结婚的张伟，小贤、关谷和子乔打算跟张伟庆祝单身夜，却让他错过了婚礼。张伟无奈只好住进爱情公寓。演员悠悠退掉了租房，却被剧组甩掉，她找亲戚子乔并住下。羽墨为了和未婚夫李查德玩失踪住进爱情公寓，而碰巧遇到一菲（兩人是兒時同學）因此搬進了一菲的房间。

### 第三季
中大奖后的小贤继续和大家生活在一起，但是奖金后来被冻结了。后来，黄宝强以他的名义盘下了楼下那家酒吧，但是最后股东权被转给酒保乔伊了。庆祝小贤酒吧开张第一天时，美嘉突然回来了，并且还带回一个像关谷和子乔的男人。悠悠提醒美嘉这男人可能不是最合适她的人，美嘉后来也发现如此。美嘉和悠悠迅速地成為了好朋友。关谷和悠悠进入热恋期，在子乔一语道破以后，关谷和悠悠的关系更加的亲密。小贤却一直没有鼓起勇气对一菲表白，还不时地吃一菲与其他男生的醋。子乔和美嘉又找回了以前打打闹闹的感觉。展博和宛瑜环游世界后，展博想正式向宛瑜求婚，可宛瑜在展博和自己的理想中犹豫不决。宛瑜最后去了米兰学习，离开了大家，选择了自己追求的方向。一菲、小贤、关谷、悠悠、子乔、美嘉、展博七人继续在爱情公寓里嬉笑怒骂，继续演绎一群年轻人的快乐，体验着生活中的真善美。

### 第四季
小賢和一菲的事業都開始走上正軌，但互相之間的感情依然磕磕絆絆。子乔在美嘉假孕事件后发现美嘉才是自己的真爱，但其他追求者已经对美嘉展开了争夺。關谷的事業蒸蒸日上，婚礼也在筹备之中，但是和悠悠之間也還是偶有嫌隙。“律政先锋”张伟回到了爱情公寓，但他的事业和情感仍充满了变数。大家在愛情公寓一起經過了那麼多年，那麼多事，每一個人都開始漸漸明白自己的生活方向和彼此在自己心中的位置。不僅僅有相互之間的調侃、戲謔、捉弄，也更多了份相互鼓勵、幫助、扶持。有美好，有歡笑；有失落，有惆悵；有努力，有奮鬥，愛情公寓一如既往地見證了大家的青春與成長，無論是一菲、小賢、關谷、悠悠、子喬、美嘉還是张伟，大家的故事還在繼續。

### 番外
- 2015年，爱情公寓番外篇：辣味英雄传，两季共8集。
- 2016年，爱情公寓番外篇：开心原力，共6集。

### 第五季
经过多年的爱情长跑，爱情公寓的老住客们纷纷修成正果，他们中有的确定了恋爱关系，有的决定领证结婚。大家的爱情纷纷进入了新阶段，新的惊喜和新的烦恼都接踵而至。有的人在约会的过程中磕磕碰碰，有的人在筹备结婚的过程中鸡飞狗跳。随着公寓浪漫的美名越传越远，新住客也慕名而来。新住客带来很多新观念、新玩法，让曾经都是时代弄潮儿的老住客们也自叹弗如。

## 角色与演员

### 正篇主角
| 角色     | 演员   | 介绍                                 | 第1季 | 第2季    | 第3季 | 第4季    | 辣味1 | 辣味2 | 开原 | 电影     | 第5季    |
| 吕子乔   | 孫藝洲 | 花花公子，外号吕小布                 | 主角  | 主角     | 主角  | 主角     | 主角  | 主角  | 主角 | 主角     | 领衔主角 |
| 胡一菲   | 娄艺潇 | 女博士，大学老师，陆展博继姐         | 主角  | 主角     | 主角  | 主角     | 主角  | 主角  | --   | 主角     | 领衔主角 |
| 曾小贤   | 陳赫   | 深夜电台节目《你的月亮我的心》主持人 | 主角  | 主角     | 主角  | 主角     | 主角  | 主角  | --   | 主角     | 特别出演 |
| 陈美嘉   | 李金铭 | 古灵精怪，活泼可爱的的花痴宅女       | 主角  | 台词提及 | 主角  | 主角     | --    | --    | 主角 | 主角     | 领衔主角 |
| 关谷神奇   | 王传君 | 来自日本横滨的料理世家，漫画家       | 主角  | 主角     | 主角  | 主角     | --    | --    | --   | 台词提及 | 替身出镜 |
| 陆展博   | 金世佳 | 胡一菲继弟，计算机天才               | 主角  | 台词提及 | 主角  | 客串     | --    | --    | --   | 台词提及 | 台词提及 |
| 林宛瑜   | 赵霁   | 美国林氏国际银行董事长千金           | 主角  | 台词提及 | 客串  | 台词提及 | --    | --    | --   | 台词提及 | 台词提及 |
| 张伟     | 李佳航 | 律师，外号张益达，张大炮，斯内克等   | 客串  | 主角     | 客串  | 主角     | --    | 主角  | 主角 | 主角     | 领衔主角 |
| 唐悠悠   | 邓家佳 | 吕子乔的小姨妈，演员                 | --    | 主角     | 主角  | 主角     | --    | --    | 主角 | 主角     | 替身出镜 |
| 秦羽墨   | 赵文琪 | 胡一菲的高中同学，都市白领           | --    | 主角     | 客串  | --       | --    | --    | --   | 台词提及 | 特别出演 |
| 咖哩酱   | 万籽麟 | 真名史佳丽，前网络主播               | --    | --       | --    | --       | --    | --    | --   | --       | 主角     |
| 诸葛大力 | 成果   | 胡一菲的學生，超級學霸               | --    | --       | --    | --       | --    | --    | --   | --       | 主角     |
| 赵海棠   | 张一铎 | 本名赵梨花，胡一菲的學生，富二代     | --    | --       | --    | --       | --    | --    | --   | --       | 主角     |

### 正篇配角
| 角色   | 演员         | 介绍               | 第1季    | 第2季    | 第3季    | 第4季    | 第5季 |
| Lisa榕 | 榕榕         | 曾小贤和诺澜的上司 | 配角     | 配角     | 配角     | 配角     | 客串  |
| 杜俊   | 杜俊、王蘊凡 | 關谷神奇的大师兄   | 配角     | 配角     | 配角     | 配角     | 客串  |
| 诺澜   | 刘萌萌       | 曾小贤同事         | --       | --       | 配角     | 配角     | 客串  |
| 小黑   | 刘一君       | 楼下科技宅男       | 台詞提及 | 台詞提及 | 台詞提及 | 台詞提及 | 配角  |

### 外传
| 角色   | 演员   | 介绍                                                              |
| 杜茜茜 | 段倩茹 | 美国著名投资咨询机构“MMC”业务主管，后被委任为该机构华东区区域总监 |
| 郝酷   | 王楠   | 网络公司的程序设计主管                                            |
| 张小黑 | 董博睿 | 电脑零售店员                                                      |
| 莫小雪 | 徐佳琦 | 杜茜茜的高级助理。关谷短暂的女友，后在电话里分手                  |

## 主题曲
爱情公寓的主题曲原曲来自韩国女子组合FIN.K.L于2002年发行的歌曲《happy》，剧中采用的是台湾歌手郭采洁的中文改编版本《我的未来式》，翻唱者为导演韦正的妻子陈每文，她也是韦正学生时代的第一部公开作品《我的太阳》的制作人员之一。
爱情公寓第3季前的宣传会上，官方曾宣布主题曲将采用原创的《爱情公寓》，但后来没有实现，不过仍有在第3季片中使用作为插入曲。
第3季起开始出现片尾曲。其中第3季使用的片尾曲《靠近》由罗震环主唱。
第5季起，改編版《我的未来式》由全體主角合唱。

## 拍摄经过及轶闻

### 第1季
《爱情公寓》作为网络SNS与传统媒体的创新跨界合作的作品，在第1季拍摄过程中几乎没有太多的媒体报道。爱情公寓CEO张家铭曾表示能拍摄同名电视剧，要感谢导演王家卫，因自己与王家卫合作《蓝莓之夜》的时候认识了上影集团的汪天云副总裁，促成了这次互联网加电视的创新结合。根据中国广电总局官方网站所列的上海市电视剧拍摄制作备案公示表，《爱情公寓》第1季的拍摄时期是在2008年7月，制作周期为6个月。

### 番外篇
该剧另有由英特尔投资拍摄的《爱情公寓》1.5季，也称“《爱情公寓》外传”，此为仅在互联网播放的网络电视剧。该网剧一共8集，分五周播出，共80分钟，2010年6月7日在优酷网、奇艺网、酷6网和新浪网首映。

### 第2季
第1季首播之际，剧组已经开始计划拍摄第2季。因报备手续、演员和剧本缘故，以致2010年2月正式开拍，同年5月杀青。在第2季拍摄的同时，剧组举办“全民来编剧”的活动，在其官网上通过网络投稿的方式来向网民征集故事剧本和搞笑内容，这些内容将会有选择的用在《爱情公寓》第2季中，而根据官方网站的宣传，网民所投的稿子将有机会决定七位主角的未来发展。

### 第3季
《爱情公寓3》于2011年7月13日在上海开机，第3季主打“回归季”主题，召回之前剧集中最受欢迎的八位演员参演。

### 第4季
在《爱情公寓3》开播后，爱情公寓4的走向也成为了大众关注的焦点。2013年1月16日，《爱情公寓4》杀青，主演陳赫在微博中放出拍摄场地正在拆的照片，主演纷纷留下感怀的文字，让外界普遍认为《爱情公寓》系列电视剧已经结束。编剧汪远透露，爱情公寓4的结局“不是结局”。

### 第5季
《爱情公寓5》于2019年4月11日开启拍摄/制作，同年8月24日正式杀青。

## 评价与争议

### 抄袭批评
因该剧在情景和演员上都与著名的美国喜剧《老友记》《乔伊》和《老爸老妈的浪漫史》以及在搞笑层面上与2006年的古装喜剧《武林外传》相似，故被网友称之为“中国版老友记”或“现代版武林外传”。在受到好评的同时，《爱情公寓》因其剧本和情节直接抄袭美国电视剧而被网友批评为“山寨神剧”，另有「抄襲公寓」、「漢化公寓」等貶稱，也有网友称这部电视剧为不错的“译制片”，多家国际媒体先后发表文章质疑该剧抄袭美剧。
电视剧《爱情公寓》充满美剧风格。比如有人认为，该剧在人物设置、叙事模式、风格特色都与美国经典喜剧《老友记》很相似。甚至在有些情节上存在与著名美剧高度相似之处。有网友剪辑指出，《爱情公寓1.5》有多处细节抄袭美剧《生活大爆炸》。众多网友证实，《爱情公寓1》严重抄袭美剧《老爸老妈的浪漫史》系列，《爱情公寓2》大多集数抄袭自《生活大爆炸》系列和少数《老爸老妈罗曼史》，《爱情公寓3》则大量抄袭《老友记》系列，其中涉嫌台词和情节的抄袭，如《爱情公寓2》的第二集，整个剧集的情节80%抄袭自《老爸老妈的浪漫史》，并有生活大爆炸的大量台词，还有一个情节抄袭《生活大爆炸》的第一集。《爱情公寓3》亦延续了以往抄袭的风格，先后被美剧观众扒皮，甚至台词原封不动地抄袭人人字幕组翻译的字幕。这也导致了主角人设的混乱，如没有固定收入的吕子乔因人设综合了有钱的巴尼和没钱的乔伊，时而阔绰、时而缺钱。
而对于网友的评论，导演表示在创作上《爱情公寓》确实深受美剧风格的影响，融入很多的美剧元素，但故事和《老友记》却完全不同。不过导演韦正也承认该剧的确借鉴了《老友记》，认为“有模仿，才有超越的机会”。除了几个年轻人之间的暧昧再到爱情的发展，《爱情公寓》也更注意与当下年轻人的生活和流行话题相结合。但是有律师针对该剧编剧和导演的解释，称“借鉴”并非侵权的借口，该剧涉嫌侵犯美剧著作权是不争的事实，应承担起相应法律责任。
2012年8月4日，因剧情抄袭畅销书《赖宝日记》，《爱情公寓3》剧组向作者赖宝道歉，并承诺支付报酬。

### 制作特色
爱情公寓一些年轻人现在的生活方式如网络购物、网络聊天、合租等都在该剧中进行了体现，有观众表示，比起其他的一些作品，该剧笑点毫不生硬，故事紧贴时下年轻人的生活，甚至有人给它贴上了“真正表现中国宅男腐女生活的电视剧”的标签。而《爱情公寓》的主创人员都是80后的年轻人，导演、编剧纷纷坦言这部戏就是年轻人的生活缩影。
该剧也恶搞当前热门话题和热门人物，比如恶搞电视购物广告，片中曾多次重复效仿电视购物广告常说的“破盘价只要998”广告词用以搞笑；同时内容也有影射陈冠希艳照门事件的剧情；还有一些网络上出现的新词汇在片中也有出现，譬如“很黄很暴力”、“打酱油”等等。在笑料和台词上也更具时效性，手法上也更幽默，从头到尾贯穿着无厘头段子、冷笑话，让年轻的观众觉得亲切有趣。

### 口碑相传
《爱情公寓》第1季在播出前并没有特别的包装和宣传，只是在首播前在北京举行新闻发布会，有媒体称《爱情公寓》是一部无大牌明星、无豪华班底、无宣传造势的“三无”剧集。但在江西卫视首播后受欢迎程度要高于同期播映的其他电视剧，如湖南卫视的《一起来看流星雨》，有网友在百度贴吧留言，相比《一起来看流星雨》剧情与广告让观众的不满，“一流的电视台播二流的电视剧，二流的电视台播一流的电视剧”。同时，《爱情公寓》第1季也挤进了2009年暑期档全国卫视电视剧前三名。
《爱情公寓》的火红，很大程度上在于不受广电总局管制的影视网站传播。尤其是第1季在电视台播出的只是删节版本，而在奇艺网、VeryCD等网站放出的则是完整版本。很多粉丝都是通过网络渠道认识《爱情公寓》这部电视剧的。到了第2季更是只有网络才有完整版。

### 版本与删减争议

#### 第1季
《爱情公寓》第1季在江西卫视首播的版本因受到电视台播出时间的限制，因而每集大约有1至2分钟、全剧共约30分钟的片段被电视台剪去，被剪去的不乏一些精彩片段。后网络上开始出现“未删减”的完整版本，这个版本每集长约44-48分钟，为导演剪接的最终版本，电视台一些没有播出的片段在这里可以找到。
同时，电视台首播版本和完整版本在片头和片尾的处理也不同。从完整版本可以看到，该剧是先播出近2分钟的片段再带入主题曲片头；而电视台方面可能考虑了中国电视剧的播出习惯和广告商的要求，播出时先播放主题曲再进广告，然后才播出原本的2分钟片段，这就导致了电视台播出时出现了两次片头，不过电视台已经把第二个片头虚化成几秒的过渡片段（这种现象在第3季播映时尤为明显）。而在片尾，电视台版本也因播出时间限制仅播出只有40秒的片尾，内容也只有主演、临时演员的名字以及赞助商、支持机构的标识；而从完整版本中可以看到实际片尾为2分钟，有完整的演职员表，同时片尾有两种不同的背景音，还有在电视台播映中看不到的7位主角的小段哑剧。

#### 第2季
第2季的版本主要有三种，第一种是经过审批的完整电视版本，在电视台首播后不久可以在诸如土豆网的网站看到；第二种是各个电视台各自剪辑的版本，包括有片头及其中的部分内容的剪接，这些都因电视台而异；第三种是平均每集51分钟的“完全版”，包括有完整电视版本剪去的内容，隐藏彩蛋，支线情节，新结局。该版本在2011年1月30日后在PPS等网站放出。

#### 第3季
明顯可以發現部分台詞有後期重新配音的情況。前两季未经电视台修改片头播映方式的完整版能在爱奇艺、搜狐等网站看到原版，而第3季在任何一个网站都没有完整版，而是与电视台播映版本一样“出现两次片头”+“被拆分成24集”。之后数月发行的DVD版也仅仅加了两段新剧情，基本上只是将24集重新合为20集的“章回版”，仍然并非完整版。

#### 第4季
本季不同于前三季的“两分钟内容”+“主题曲”+“正片内容”的模式，而是传统的“主题曲”+“正片内容”，因此在电视台播映版本，以及网络版本都没有出现“两次片头”的问题。另外，虽然本季跟第3季一样经过后期配音将一些台词修改，但不同于第3季“演员自行后期配音修正台词”，本作多次出现“他人配音修改演员台词”的情况。

## 花絮
- 剧中的爱情公寓外景取景地为上海杨浦区的文化佳园小区。
- 爱情公寓全系列共出现过四次由主角一人分饰两角的情形（剧中称为“撞脸怪”），分别是第三季的马来西亚画家艾派德（由孙艺洲分饰）、第三季的电视里播放的尔康（由李佳航分饰）、第四季的舞男阿西边（由陈赫分饰）、第五季赵海棠的相亲对象Rose（由成果分饰）。
- 雖然此劇是低成本喜劇，但多次使用十分逼真的特效，尤其是第三季的“决战紫禁之巅”部分，與此同時近年很多中國大陸電視劇都號稱高額投資但特效製作卻不甚精良，所以《爱情公寓》也被网友给出了“中国电视剧最好的特效出现在一部情景喜剧里”的评价，被不少中國大陸網民封為「國產良心特效」。
- 劇中設定唐悠悠比呂子喬小兩歲，實際上鄧家佳比孫藝洲大五個月。在劇中他們是親戚，而在現實中他們是都生於四川的同鄉（但生於不同城市），兩人間中會在劇中以四川話對話。[40]
- 劇中胡一菲為陸展博的姐姐，實際上娄艺潇比金世佳小兩歲，娄艺潇是除第三季中出現的諾瀾外最年輕的主演。
- 多位主角都是来自上海戏剧学院。孙艺洲（飾演呂子乔）曾是上戏02级表演系学生。陈赫（飾演曾小贤）与王传君（飾演关谷神奇）、赵霁（飾演林宛瑜）、李金铭（飾演陳美嘉）四人是上戏的04级表演系的同班同学。金世佳（飾演陸展博）则曾是上戏的05级表演系学生。娄艺潇（飾演胡一菲）其实是他们07级师妹。第2季中的李佳航（飾演張偉）也是上戲06年的學生。
- 劇中陸展博和張偉在全剧集裏都沒有同場出現過（只有在第四季第18集中陸展博在北極「拯救企鵝（生活於南半球）」時與身在中國三亞的張偉和眾人進行過一次），引發網民創作不少「陰謀論」，例如兩個角色是同一個人的兩個人格、《愛情公寓》是一個「讲述人类和人造人或机器人間的恩怨情仇的都市科幻故事」等。
- 《逆转流星》在VeryCD网站（页面存档备份，存于）上被标记为爱情公寓电影版，大量网友在评论中表示质疑。

## 注解
1. ↑  第1-4、18集
2. ↑  第5-9集（第5-8章）
3. ↑  第11集
4. ↑  第1、5、20-21集（第1、5、17章）
5. ↑  第1集（第1章）
6. ↑  第1、13、18-19、36集
7. ↑  第1、7、11、29、36集
8. ↑  第1-4季
9. ↑  第5季
10. ↑  第1、18、19、36集
11. ↑  第1、33、36集